# Tudor Cearapin

Generalul Tudor Cearapin.

Tudor Cearapin (n. 12 decembrie 1948 comuna Bobicești, județul Romanați – d. 6 iulie 2012, București) a fost un general român, care a îndeplinit funcția de comandant al Jandarmeriei Române (2001-2005).

## Biografie
Tudor Cearapin s-a născut la data de 12 decembrie 1948, în comuna Bobicești din județul Romanați (astăzi județul Olt) și a decedat la 06 iulie 2012. A absolvit Liceul teoretic și Facultatea de management și Inginerie, Școala militară de ofițeri activi din Sibiu, Academia de Înalte Studii Militare, Facultatea de arme întrunite și tancuri, Colegiul Național de Apărare. A obținut titlul științific de doctor în științe militare.
Tudor Cearapin a fost colonel în Comandamentul Trupelor de Securitate. În perioada 1986-1988, lt.col. Cearapin a fost comandant al U.M. 0456 (Unitatea Specială 8 Securitate București), subordonată Comandamentului Trupelor de Securitate.
În anul 1990, după reînființarea Jandarmeriei Române, a îndeplinit funcții de conducere, fiind înaintat la gradul de general de brigadă (cu o stea). În anul 1997 a fost numit șeful Comandamentului Teritorial de Jandarmi Bacău. În februarie 1999 a fost numit adjunct al comandantului Jandarmeriei Române. El a fost înaintat la gradul de general de divizie (cu 2 stele) la 1 decembrie 1999 .
În perioada 2001-2005, generalul Cearapin a îndeplinit funcția de comandant al Jandarmeriei Române. În această perioadă, a fost înaintat la gradul de general de corp de armată (cu 3 stele) la 24 martie 2003 . Prin redenumirea gradelor odată cu demilitarizarea Poliției Române, gradul militar de general cu trei stele a fost echivalat cu gradul profesional de chestor șef de poliție.
Din februarie 2005, a fost director al Centrului de Studii și Planificare Strategică din cadrul Ministerului de Interne. La propunerea ministrului administrației și internelor, Vasile Blaga, începând cu data de 1 ianuarie 2006, chestorului-șef de poliție Tudor Cearapin i-au încetat raporturile de serviciu cu Ministerul Administrației și Internelor .
Tudor Cearapin este profesor universitar doctor și conducător de doctorat. În anul 2003 a fost ales ca membru titular al Academiei Oamenilor de Știință din România, Secția Științe Militare .
De asemenea, este autor și coautor a 10 cărți din care amintim Securitatea și apărarea națională a României. A publicat peste 80 de articole de specialitate și a fost distins cu numeroase medalii.

## Distincții
Generalul Cearapin a primit următoarele distincții:
- Ordinul "Steaua României" în grad de Ofițer (2000)
- Premiul "Mareșal Constantin Prezan" al Academiei Oamenilor de Știință din România pentru cartea ”De la securitatea individuală la securitatea colectivă" (2004)

## Lucrări publicate
- Codul de conduită al militarului jandarm – carte de educație militară (Ed. Romhelion, București, 1998) - coautor
- Codul de conduită al militarului jandarm (Ed. Biotera, București, 2000) - coautor
- Managementul resurselor umane în domeniul ordinii publice (Ed. Universitas, București, 2000) - coautor
- Managementul ordinii publice la început de secol și mileniu (Ed. Biotera, București, 2001) - coautor
- Instantanee manageriale: esența actului managerial: puterea oamenilor atunci când lucrează împreună (Ed. Academiei de Înalte Studii Militare, 2002) - coautor
- Istoria Jandarmeriei Române (Ed. Bren, București, 2004) - coautor
- Metodologii manageriale. Sistemul forțelor de ordine publică sub impactul asimetriei la început de secol (Ed. Bren, București, 2004) - coautor